# Slano
Slano je naselje u Dubrovačko-neretvanskoj županiji i administrativno središte općine Dubrovačko primorje.

## Zemljopisni položaj
Slano se nalazi u istoimenom zaljevu, a udaljeno je 37 km sjeverozapadno od Dubrovnika i smješteno uz Jadransku turističku cestu uz obalu Jadranskog mora.

## Povijest
Slano i njegova okolica bili su naseljeni već u pretpovijesno doba o čemu svjedoče pronađeni ostaci kasteljera (gradine, utvrde) i gomile na obližnjim brdima. O tome da je Slano bilo naseljeno i u antici svjedoče ostaci rimskog kastruma (vojni logor) na brdu Gradina iznad Slanog i starokršćanski sarkofazi, koji se danas nalaze pred Franjevačkom crkvom. Na sarkofazima su uklesani križevi i natpis u kojem se spominje svećenika Anastazija i konzula Severa prema kojem se taj sarkofag datira u 462. godinu.
Godine 1399. Slano ulazi u sastav Dubrovačke Republike, pa je u Slanom bilo sjedište kneza i knežev dvor koji je pregrađen potkraj 19. stoljeća. U blizini se nalazi i ljetnikovac obitelji Ohmučević.
Tijekom Domovinskog rata Slano i okolna sela su bili skoro u potpunosti uništeni, popaljeni i opljačkani. Najveće štete je pretrpio hotel Admiral, koji je uz hotel Osmine bio nositelj gospodarstva ovog kraja.

## Gospodarstvo
Gospodarstvo Slanog se zasniva na poljodjelstvu, maslinarstvu, vinogradarstvu, voćarstvu, skupljanju ljekovitog bilja poput kadulje, lovora i pelina, ribarstvu te turizmu i ugostiteljstvu. 
U Slanom postoji mala luka i dva sidrišta za jahte u zaštićenoj uvali Banja, a veće jahte se mogu sidriti ispred ulaza u uvalu Slano, jugozapadno od rta Gornji.
U mjestu postoje i dva hotela, hotel Osmine s tri zvjezdice i hotel Admiral s pet zvjezdica čija je obnova završena u lipnju 2008. godine, te restorani, caffe barovi, osnovna škola i trgovine.
ACI marina Slano bit će 22. ACI marina na Jadranu i prva koja će se graditi nakon 24 godine, a početak radova očekuje se krajem listopada 2014. Uložit će se šezdeset milijuna kuna. Po dovršetku radova na kopnenom slijede radovi na morskom dijelu marine (valobran, ponton, sidreni sustav). Bit će kapaciteta priveznih mjesta za 200 plovila duljine 11 do 25 m. Računa se na izravnih 15 do 20 radnih mjesta i najmanje još dva puta toliko kroz druga zapošljavanja. Kopneni sadržaji koji će se u idućem razdoblju izgraditi u Slanome su zgrada recepcije marine, zgrada za ugostiteljske sadržaje na otvorenom, natkrivene i otkrivene površine, prodavaonice, radionica, vanjski bazen s pratećim prostorom i plohama za sunčanje, sanitarije za nautičare i parkiralište za 100 vozila. Podrazumijeva se i krajobrazno uređenje površina buduće marine i uređenje postojećeg vodotoka te izgradnja obalnog puta s proširenjima i šetnicom. Općina Dubrovačko primorje puno je uložila u kanalizaciju i u novu rivu. Izgrađeno je novih šest kilometara cesta, nova kanalizacija s pročistačem na koji se sada nadovezuje kanalizacija do Slađenovića, Kručice, Banića. Postavlja se podzemna javna rasvjeta, a i podzemno šest energetskih kabela i rekonstruiralo se gotovo 2 km vodovoda. Planira se trgovačko stambeni centar, obnova Kneževa dvora i župne crkve gdje će biti primorski muzej, uređenje plaža koje će u koncesiju.

## Stanovništvo
Slano prema popisu stanovnika iz 2011. godine ima 579 stanovnika, većinom Hrvata katoličke vjeroispovjesti.
| broj stanovnika | 487   | 461   | 459   | 507   | 510   | 501   | 399   | 443   | 434   | 430   | 471   | 464   | 426   | 512   | 552   | 579   | 577   |
|                 | 1857. | 1869. | 1880. | 1890. | 1900. | 1910. | 1921. | 1931. | 1948. | 1953. | 1961. | 1971. | 1981. | 1991. | 2001. | 2011. | 2021. |

## Poznate osobe
- Dominik Barač, hrv. dominikanac i sociolog
- Goran Milić, novinar i televizijski urednik

## Poveznice
- Slanska knežija[6]

## Galerija
- Crkva Gospe Nuncijate, zavjetna crkva župe Slano
- Jedna od crkvi
- Groblje
- Crkva sv. Vlaha
- Crkva sv. Jeronima
- Predio Banja